# Jorge Nuno Pinto da Costa
Jorge Nuno de Lima Pinto da Costa (Oporto, 28 de diciembre de 1937 - 15 de febrero de 2025) fue un dirigente deportivo portugués. Fue el 31.º presidente del Fútbol Club Oporto, entre 1982 y 2024. Fue el dirigente deportivo con más títulos en el fútbol mundial.

## Carrera profesional
Jorge Nuno de Lima Pinto da Costa ha nacido en Oporto y es el cuarto hijo de José Alexandrino Teixeira da Costa y de su mujer Maria Elisa Bessa de Lima Amorim Pinto.
Pinto da Costa comienza su vinculación al Oporto con 16 años, cuando su abuela le pone como socio del club. A los 20 años es convidado para trabajar en el equipo de hockey, sin embargo sigue con sus otros trabajos en un banco y como vendedor de pinturas. Desde 1969 hasta el 1971 se convierte en el director de las modalidades no profesionales.
Pinto da Costa vuelve al Oporto en 1976, después de ser convidado por el presidente Américo de Sá para el puesto de director del fútbol del club. Sin embargo, las cosas salían mal al presidente Américo de Sá y en 1982, un grupo de aficionados pide que Pinto da Costa sea el nuevo presidente del club. Así, en el 17 de abril de 1982, Pinto da Costa es elegido como el 31.º presidente del Fútbol Club Oporto.

## Títulos
En 1984, sólo dos años después de la elección de Pinto da Costa, el Oporto llega a su primera final europea, pero pierde el partido por 2-1 contra el equipo italiano Juventus. Tres años después, en el 1987, el club de Pinto da Costa se enfrenta con el Bayern Múnich y gana la Liga de Campeones de la UEFA. En ese mismo año ganó también la Supercopa de Europa de la UEFA y la Copa Intercontinental
En los años 90 el Oporto de Pinto da Costa ganó 8 ligas de Portugal y en el siglo XXI el club azul y blanco sigue ganando títulos, incluyendo la Copa de la UEFA en el 2003 y la Liga de Campeones de la UEFA en el 2004 con José Mourinho como entrenador, la Copa Intercontinental en el 2004 con Victor Fernández, la Liga Europea de la UEFA en el 2010 con André Villas-Boas. Además, desde el año 2000 el equipo de Pinto da Costa ha ganado 9 ligas de Portugal, 6 Copas de Portugal y 9 Supercopas.

### Títulos internacionales
- 2 Copa Intercontinental
- 2 Liga de Campeones de la UEFA
- 2 Liga Europea de la UEFA
- 1 Supercopa de Europa de la UEFA

### Títulos nacionales
- 23 Ligas de Portugal
- 15 Copas de Portugal
- 22 Supercopas de Portugal

## Estadio
En 2004, Pinto da Costa inauguró Estádio do Dragão, que pasó a ser la casa del Oporto, levantado con motivo de la Eurocopa 2004.

## Libros
En 2005 publicó su autobiografía, Largos Dias Têm Cem Anos, cuyo prefacio es de Lennart Johansson, presidente de la UEFA entre 1990 y 2007.